# 國立臺灣大學心理學系
國立臺灣大學心理學系（英語：Department of Psychology, National Taiwan University），簡稱臺大心理系，是臺灣第一間從事心理學教育與研究的系所。在1949年時，由北京大學畢業的蘇薌雨教授創辦，隸屬於理學院。臺大心理系於1961年成立中國心理學會（已於2003年更名為臺灣心理學會），出版中華心理學刊，是臺灣重要的心理學研究機構，也是大中華地區本土心理學的研究重鎮。

## 歷史沿革

### 帝國大學時期
1928年，臺北帝國大學成立，在日本心理學會第一任會長松本亦太郎倡議之下，在文政學部的哲學科中設立「心理學講座」，由東京帝國大學的飯沼龍遠與力丸慈圓兩位教授主持，並興建兩層樓的建物「心理學研究室」。當時的研究重心為民族心理學，主要以臺灣原住民族作為研究對象，研究其智力、知覺等心理特徵，並將結果發表於「臺北帝國大學哲學科研究報告」中。1945年日本戰敗，日本教員悉數離台，心理學講座也因此結束。

### 臺灣大學時期
1948年，時任國立臺灣大學哲學系主任方東美教授因系上留存許多日本遺留的心理學圖書與儀器，提議當時的哲學系蘇薌雨教授成立心理學系。在傅斯年校長鼓勵下，心理學系於1949年夏天成立，隸屬於理學院。在蘇薌雨教授邀請下，許多中國大陸心理學者與在日本留學的臺籍學者在系上任職，如鄭發育教授、陳大齊教授、陳雪屏教授等，既延續自臺北帝國大學，也繼承了北京大學與國立中央大學等機構在中國大陸的心理學研究。
1958年，「理學院心理學系研究報告」創刊，用以發表系上師生研究成果；1961年，成立心理學研究所碩士班；1964年，成立「臺灣大學學生輔導中心」，並成立「中國心理學會」；1971年，成立心理學研究所博士班。
1973年，理學院心理學系研究報告更名為「中華心理學刊」；2003年，中國心理學會更名為「臺灣心理學會」。

## 系所現況
目前心理系共有專任教授28位（含名譽教授5人，合聘教授7人）；專任副教授10位（含合聘副教授3人）；專任助理教授3位（含合聘助理教授1人）；客座教授1位；兼任教授8位；兼任副教授4位；兼任助理教授3位。大學部學生約300名；碩士班研究生約110名；博士班研究生約40名。
臺大心理系研究與教學可分為七大領域：臨床心理學、認知與知覺心理學、生物心理學、發展心理學、人格與社會心理學、工商心理學與計量心理學。自從創系以來，臺大心理系也與中央研究院民族研究所、臺灣心理學會、國立臺灣大學腦與心智科學研究所、國立臺灣大學身體心靈與文化整合影像研究中心、國立臺灣大學神經生物與認知科學中心、國立臺灣大學醫學院附設醫院及各校心理學相關系所密切合作。

## 系館建築

### 文學院館時期
臺大心理系創系初期，並無系館，只得借文學院館最上層樓西側教室使用。

### 小黃樓時期
小黃樓為1958年在臺大運動場旁興建的心理系館，由於外牆為黃色，故被師生暱稱為小黃樓。小黃樓格局仿造美國耶魯大學心理系館，為一兩層樓建物，原全為心理系使用，在1960年地理學系成立後，地理系遷入小黃樓，當時東側為心理系，西側為地理系，二樓中央則設有理學院長辦公室。1968年，因系館空間不敷使用，在小黃樓東側擴建，增加了圖書館與研究空間。爾後系館空間仍然不足，在心理學系北、南館陸續落成之後，1989年心理系便遷離小黃樓。
在心理系遷離小黃樓後，小黃樓便為地理系獨自使用。直到2003年，地理系遷至今日系館，小黃樓便由東亞文明研究中心與臺灣文學研究所合用。2009年3月，小黃樓拆除，並於原址興建博雅教學館。

### 北館

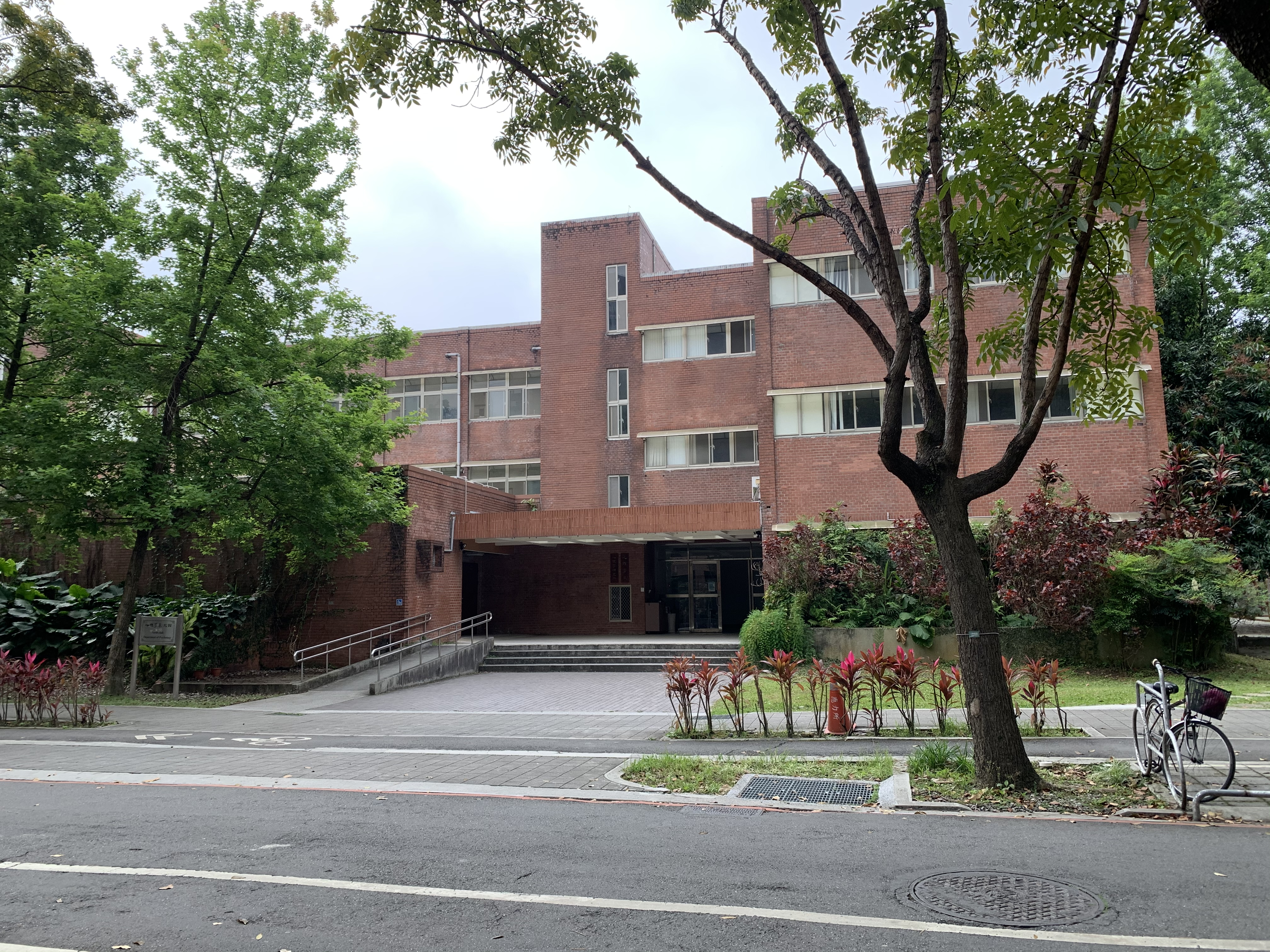
臺大心理學系北館。

1982年，因為小黃樓空間不足，由時任系主任柯永河教授提議興建新系館，最後選址在校園東北角。當時台大語言中心也正在興建，新系館便面對語言中心而建，並在兩棟建物間新闢桃花心木道。新系館原名心理實驗館，在南館興建以後，由於心理實驗館正門朝向北方，而更名為心理學系北館。
北館為一地上三層、地下一層之建築，建物面積為750坪，現其中有教室、實驗室與研究室數間、視聽教室、電腦教室、助教室與系學會。北館前方遍植大葉桃花心木，後方則種植桂花與梅花。

### 南館

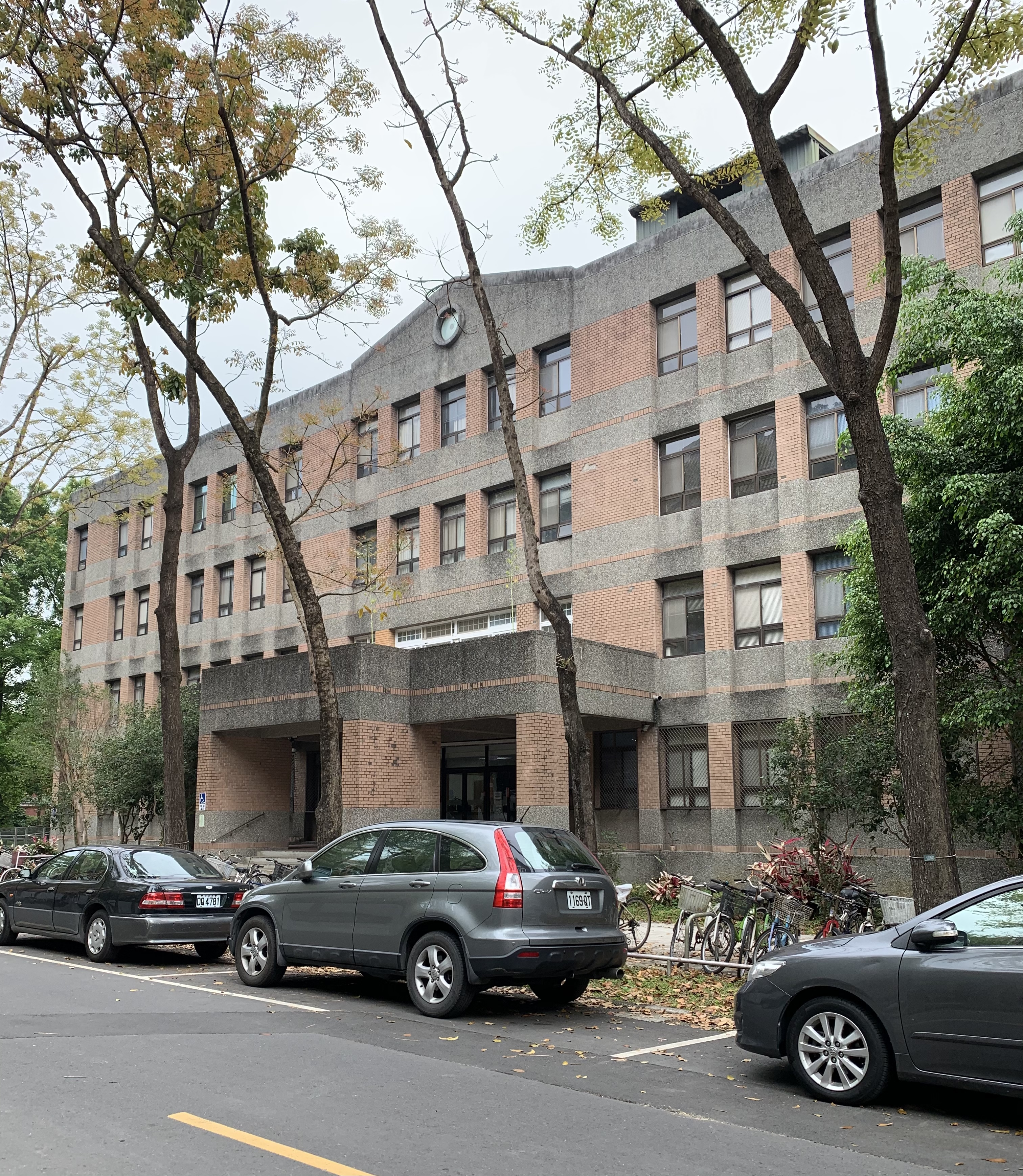
臺大心理學系南館。

1992年，由於北館空間不足，於是在北館後方興建新系館心理學系南館。
南館為地上四層、地下一層之建築，建物面積為1080坪，現其中有教室、實驗室與研究室數間、動物房、臺灣心理學會、神經生物與認知科學中心與心理學早期儀器陳列處。

### 空中走廊
2020年，心理系南北館間興建空中走廊（空橋），以連接兩棟建物，並增進無障礙使用。空中走廊的設計理念來自對心理學二元辯證的思考，並以莫比烏斯環的形象設計。

## 歷任系主任[2]
- 第一任 蘇薌雨（1949年 ~ 1969年）
- 第二任 劉英茂（1969年 ~ 1975年）
- 第三任 柯永河（1975年 ~ 1981年）
- 第四任 楊國樞（1981年 ~ 1987年）
- 第五任 鄭昭明（1987年 ~ 1992年）
- 第六任 黃榮村（1993年 ~ 1996年）
- 第七任 徐嘉宏（1996年 ~ 1998年）
- 第八任 莊仲仁（1998年 ~ 2000年）
- 第九任 吳英璋（2000年 ~ 2003年）
- 第十任 梁庚辰（2003年 ~ 2006年）
- 第十一任 鄭伯壎（2006年 ~ 2009年）
- 第十二任 翁儷禎（2009年 ~ 2011年）
- 第十三任 胡志偉（2011年 ~ 2013年）
- 第十四任 葉素玲（2013年 ~ 2016年）
- 第十五任 鄭伯壎（2016年 ~ 2019年）
- 第十六任 周泰立（2019年 ~ 2025年）
- 第十七任 林耀盛（2025年 ~ ）

## 知名系友

### 學術領域
- 柯永河：臺大心理系榮譽教授，曾任中國心理學會理事長、中華民國心理衛生協會理事長、臺灣臨床心理學會名譽理事長。
- 楊國樞：中央研究院院士，曾任臺大心理系教授、中國心理學會理事長、亞洲社會心理學會理事長。
- 黃榮村：現任考試院長、臺大心理系榮譽教授，曾任教育部部長、中國醫藥大學校長。
- 黃光國：臺大心理系榮譽教授、高雄醫學大學心理系講座教授，曾任行政院政務委員、國策顧問。
- 吳英璋：臺大心理系榮譽教授，曾任中國心理衛生協會理事長、臺灣臨床心理學會理事長、中國心理學會理事長、臺北市教育局局長、中華心理衛生學刊主編、考試院秘書長。
- 余德慧：曾任國立東華大學諮商與輔導學系創系主任、慈濟大學宗教與文化研究所教授、《張老師月刊》創辦人與總編輯。

### 工商領域
- 林泰生：麗嬰房創辦人兼總裁。
- 楊淑玲：曾任台灣電通安吉斯集團執行長，現為台北市文化基金會副執行長。

### 政治領域
- 蔡式淵：曾任民進黨副秘書長、立法委員、考試委員。
- 郭正亮：曾任立法委員、行政院體委會副主委。
- 瞿海源：曾任澄社社長，現為財團法人民間司法改革基金會董事長、臺灣廢除死刑推動聯盟召集人、中央研究院社會學研究所研究員。

### 文藝領域
- 呂紹嘉：指揮家，曾任德國柏林首席駐團指揮、漢諾威國家歌劇院音樂總監，現任國家交響樂團總顧問。
- 平路：本名路平，作家，曾任香港光華新聞文化中心主任。
- 邱妙津：作家，著有《鱷魚手記》、《蒙馬特遺書》等書。

## 外部連結
- 國立臺灣大學心理學系暨研究所 （页面存档备份，存于）
- 臺灣大學心理學系心理學早期儀器 （页面存档备份，存于）